# Юбар
Юбар (нім. Jübar) — громада в Німеччині, розташована в землі Саксонія-Ангальт. Входить до складу району Зальцведель. Складова частина об'єднання громад Бетцендорф-Дісдорф.
Площа — 70,89 км2. Населення становить 1569 ос. (станом на 31 грудня 2021).

## Галерея

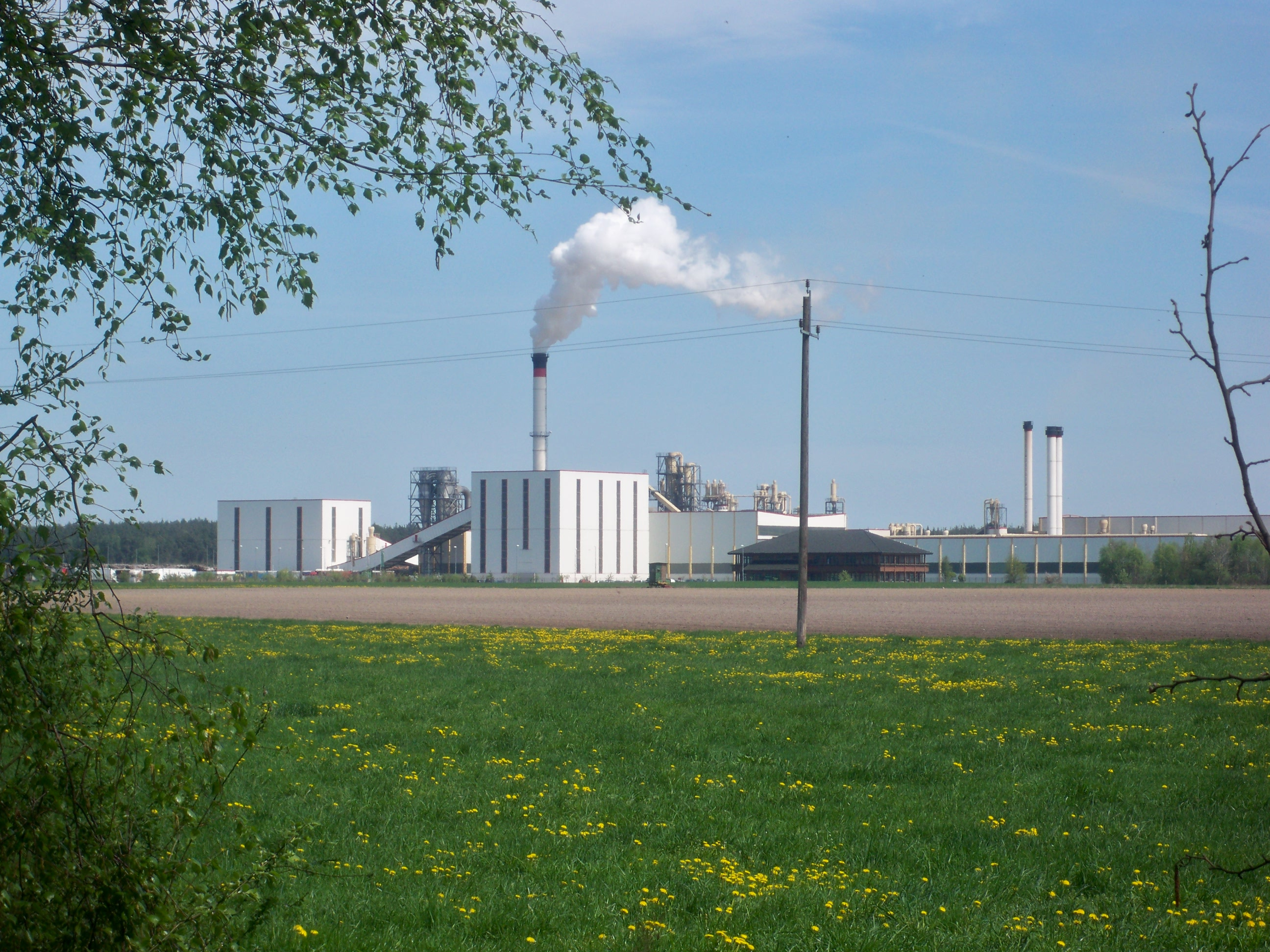